# 永遠の門 ゴッホの見た未来
『永遠の門 ゴッホの見た未来』（えいえんのもん ゴッホのみたみらい、At Eternity's Gate）は、2018年のアメリカ合衆国・イギリス・フランス合作による伝記映画。監督はジュリアン・シュナーベル、主演はウィレム・デフォーが務めた。

## ストーリー
精神病や孤独に苦しみ、理解されないながらもフィンセント・ファン・ゴッホは数々の名作を世に送り出した。本作はそんな彼の内面と自死に対する一つの解釈を打ち出す。

## キャスト
- フィンセント・ファン・ゴッホ: ウィレム・デフォー
- テオドルス・ファン・ゴッホ: ルパート・フレンド
- 牧師: マッツ・ミケルセン
- ポール・ガシェ医師: マチュー・アマルリック
- マダム・ジヌー（英語版）: エマニュエル・セニエ
- ポール・ゴーギャン: オスカー・アイザック
- 狂人: ニエル・アレストリュプ
- フェリックス・レイ医師: ヴラジミール・コンシニ（フランス語版）
- ヨハンナ・ファン・ゴッホ＝ボンゲル: アミラ・カサール
- 責任者: ヴァンサン・ペレーズ
- タンバリン: アレクシス・ミシャリク（フランス語版）
- ギャビー: ステラ・シュナーベル（フランス語版）
- 道端の少女: ロリータ・シャマー（フランス語版）
- 精神病院の看守: ディディエ・ジャレ
- アルベール・オーリエの評論を読み上げる声: ルイ・ガレル

## 製作
2017年5月、ジュリアン・シュナーベル監督の新作映画にウィレム・デフォーが出演するとの報道があった。シュナーベルは本作に関して「必ずしも史実に沿ったストーリーにはなっていない。これは私なりのゴッホ解釈だ。」という主旨のことを語っている。
2017年9月、本作の主要撮影が始まった。撮影は38日間にわたって行われ、ロケ地にはブーシュ＝デュ＝ローヌ県、アルル、オーヴェル＝シュル＝オワーズのようなゴッホが晩年を過ごした場所が選ばれた。

## 公開・興行収入
2018年5月、CBSフィルムズが本作の全米配給権を購入したと報じられた。9月3日、本作は第75回ヴェネツィア国際映画祭でプレミア上映された。10月12日、本作はニューヨーク映画祭で上映された。
2018年11月16日、本作は全米4館で限定公開され、公開初週末に9万2856ドル（1館当たり2万3214ドル）を稼ぎ出し、週末興行収入ランキング初登場32位となった。

## 評価
本作は批評家から好意的に評価されている。映画批評集積サイトのRotten Tomatoesには101件のレビューがあり、批評家支持率は81%、平均点は10点満点で7.3点となっている。サイト側による批評家の見解の要約は「主演のウィレム・デフォーの魅惑的な演技のお陰で、『永遠の門 ゴッホの見た未来』はフィンセント・ファン・ゴッホの困難な晩年を巧みに思い描いている。」となっている。また、Metacriticには32件のレビューがあり、加重平均値は78/100となっている。
本作における演技が評価され、ウィレム・デフォーは第75回ヴェネツィア国際映画祭で男優賞を受賞し、第76回ゴールデングローブ賞の主演男優賞 (ドラマ部門)にノミネートされた。